# Efect pelicular
Efectul pelicular (în engleză skin effect) este fenomenul care apare la trecerea undelor electromagnetice prin medii conductoare și care se manifestă prin apariția simultană a absorbției și dispersiei undelor care trec prin astfel de medii, având ca urmare creșterea densității de curent în straturile superficiale.

## Adâncimea de pătrundere
Adâncimea de pătrundere este o mărime fizică, specifică mediilor conductoare, care indică grosimea la care intensitatea câmpului magnetic descrește de e{\displaystyle \approx 2,71828} ori față de valoarea de la suprafața conductorului.
Efectul skin constă în faptul că densitatea curentului de conducție, produs prin inducție electromagnetică, în cazul pătrunderii în conductoare a unui câmp magnetic exterior variabil, precum și densitatea curentului de aducție, în cazul conductoarelor străbătute de curent alternativ sunt maxime la suprafața conductorului și descresc înspre interior.
Adâncimea de pătrundere reprezintă grosimea {\displaystyle \delta } a conductorului, în care, dacă densitatea de curent ar fi constantă și egală cu {\displaystyle J_{0}/{\sqrt {2}}}, s-ar disipa aceeași energie prin efect Joule ca și energia disipată la repartiția reală (exponențială) a densității de curent și se determină cu relația:
{\displaystyle \delta ={\sqrt {\frac {2}{\omega \mu \sigma }}}=503{\sqrt {\frac {\rho }{\mu _{r}f}}}\;} (în metri), în care:
- {\displaystyle \omega =2\pi f} este pulsația,
- {\displaystyle f-} frecvența în Hertzi,
- {\displaystyle \mu =\mu _{r}\mu _{0}-} permeabilitatea magnetică, H/m,
- {\displaystyle \mu _{0}=4\pi {\dot {1}}0^{-7}H/m-} permeabilitatea magnetică a vidului,
- {\displaystyle \mu _{r}-} permeabilitatea magnetică relativă,
- {\displaystyle \sigma =1/\rho -} conductivitatea, {\displaystyle \Omega ^{-1}m^{-1}},
- {\displaystyle \rho -} rezistivitatea conductorului, {\displaystyle \Omega m}.

| Adâncimea de pătrundere {\displaystyle \delta } a câmpului electromagnetic în metale la diferite frecvențe și temperaturi, {\displaystyle mm} | Adâncimea de pătrundere {\displaystyle \delta } a câmpului electromagnetic în metale la diferite frecvențe și temperaturi, {\displaystyle mm} | Adâncimea de pătrundere {\displaystyle \delta } a câmpului electromagnetic în metale la diferite frecvențe și temperaturi, {\displaystyle mm} | Adâncimea de pătrundere {\displaystyle \delta } a câmpului electromagnetic în metale la diferite frecvențe și temperaturi, {\displaystyle mm} | Adâncimea de pătrundere {\displaystyle \delta } a câmpului electromagnetic în metale la diferite frecvențe și temperaturi, {\displaystyle mm} | Adâncimea de pătrundere {\displaystyle \delta } a câmpului electromagnetic în metale la diferite frecvențe și temperaturi, {\displaystyle mm} | Adâncimea de pătrundere {\displaystyle \delta } a câmpului electromagnetic în metale la diferite frecvențe și temperaturi, {\displaystyle mm} | Adâncimea de pătrundere {\displaystyle \delta } a câmpului electromagnetic în metale la diferite frecvențe și temperaturi, {\displaystyle mm} | Adâncimea de pătrundere {\displaystyle \delta } a câmpului electromagnetic în metale la diferite frecvențe și temperaturi, {\displaystyle mm} | Adâncimea de pătrundere {\displaystyle \delta } a câmpului electromagnetic în metale la diferite frecvențe și temperaturi, {\displaystyle mm} |
| Materialul | Materialul | Oțel | Oțel | Cupru | Cupru | Alamă | Alamă | Aluminiu | Aluminiu |
| --- | --- | --- | --- | --- | --- | --- | --- | --- | --- |
| Temperatura, °C | Temperatura, °C | 20 | 1.000 | 20 | 1.000 | 20 | 850 | 20 | 600 |
| Rezistivitatea, {\displaystyle \rho \times 10^{-8}\Omega \cdot m}                                                                             | Rezistivitatea, {\displaystyle \rho \times 10^{-8}\Omega \cdot m}                                                                             | 10 | 130 | 2 | 10 | 7 | 14,7 | 2,9 | 11,3 |
| Permeabilitatea magnetică relativă , {\displaystyle \mu _{r}}                                                                                 | Permeabilitatea magnetică relativă , {\displaystyle \mu _{r}}                                                                                 | 60 | 1 | 1 | 1 | 1 | 1 | 1 | 1 |
| Frecvența curentului, {\displaystyle Hz} | 50 | 2,8 | 81,5 | 9,5 | 23,5 | 18,7 | 27,4 | 12,0 | 24,0 |
| Frecvența curentului, {\displaystyle Hz} | 1.000 | 0,64 | 19,0 | 2,1 | 5,1 | 4,2 | 6,1 | 2,7 | 5,4 |
| Frecvența curentului, {\displaystyle Hz} | 2.500 | 0,40 | 12,0 | 1,34 | 3,3 | 2,57 | 3,86 | 1,7 | 3,4 |
| Frecvența curentului, {\displaystyle Hz} | 8.000 | 0,22 | 6,7 | 0,75 | 1,8 | 1,48 | 2,16 | 0,95 | 1,7 |
| Frecvența curentului, {\displaystyle Hz} | 70.000 | 0,07 | 2,21 | 0,35 | 0,55 | 0,45 | 0,66 | 0,31 | 0,60 |
| Frecvența curentului, {\displaystyle Hz} | 150.000 | 0.05 | 1,55 | 0,16 | 0,39 | 0,32 | 0,47 | 0,21 | 0,42 |
| Frecvența curentului, {\displaystyle Hz} | 250.000 | 0,04 | 1,20 | 0,13 | 0,32 | 0,26 | 0,39 | 0,17 | 0,34 |
| Frecvența curentului, {\displaystyle Hz} | 500.000 | 0,03 | 0,85 | 0,095 | 0,30 | 0,19 | 0,27 | 0,12 | 0,24 |